# Dorrer-Gletscher
Der Dorrer-Gletscher ist ein Gletscher in der antarktischen Ross Dependency. Von den nordöstlichen Hängen der Queen Elizabeth Range fließt er unmittelbar südlich des Mount Heiser in östlicher Richtung zum Lowery-Gletscher.
Der United States Geological Survey kartierte ihn anhand eigener Tellurometervermessungen und Luftaufnahmen der United States Navy aus den Jahren von 1960 bis 1962. Das Advisory Committee on Antarctic Names benannte ihn 1966 nach dem deutschen Glaziologen Egon Dorrer (* 1934), der im Rahmen des United States Antarctic Research Program von 1962 bis 1963 und von 1965 bis 1966 auf dem Ross-Schelfeis tätig war.